# Тројна инвазија на Србију
Тројна инвазија на Србију је почела 5. октобра 1915. године и то је била четврта офанзива Централних сила на Србију, која је после три неуспешне резултовала сломом српске војске и њеним повлачењем преко Црне Горе и Албаније. У тројној инвазији су учествовале Аустроугарска и Немачко царство, а 14. октобра им се придружила и Бугарска. Суштину ове офанзиве чинили су покушаји окружења и уништавања српске војске. Израђен је операцијски план заједничке офанзиве против Србије и Црне Горе. Главни реализатор и командант ових учесника у офанзиви био је генерал Аугуст Макензен. За употребу аустроугарских снага био је обавезан да консултује Врховну команду у Бечу. Планом је било предвиђено да се српска војска обухвати са севера (из Срема и Баната) и са истока (из Бугарске). Планирано је да се главни удар изведе са севера. Изводио се преко Саве и Дунава. Носилац главног удара била је 11. немачка армија која је дејствовала великоморавском долином и 3. аустроугарска армија која је имала задатак да дејствује преко Београда на југ. По овом плану са истока према Нишу и Крушевцу дејствовала је 1. бугарска армија. У саставу Макензенове групе није била 2. бугарска армија, која је нападала Македонију са задатком да прекине везу српске војске са Грчком. По овом плану аустроугарске снаге дејствовале су и преко Мачве ка Ваљеву и од Вишеграда ка Ужицу.

## Десетомесечно затишје
После пораза Балканске војске и њеног повлачења иза речних баријера аустроугарска врховна команда је 23. децембра 1914. наредила новом команданту Балканске војске надвојводи Еугену Аустријском да спречи упад српских снага у област монархије и то пре свега у правцу Беча и Будимпеште. Напоменуто је да је ово минимални задатак, а то је у ствари значило да надвојвода треба да припреми нову офанзиву против Србије и Црне Горе ради рехабилитовања пољуљаног угледа монархије. Међутим, поучен искуством свог претходника надвојвода Еуген је одговорио да Балканска војска дуже време неће бити способна за офанзиву. Упркос томе аустроугарска Врховна команда се заносила мишљу да још јануара 1915. изведе нову офанзиву али руска офанзива у Карпатима, пад тврђаве Пшемисл са 120.000 војника и 900 топова и улазак Италије у рат отклониле су за извесно време опасност над Србијом.

### Епидемије
Тешкоће су биле вишеструко увећане појавом заразних болести. Нарочито су катастрофалне биле размере епидемија пегавог тифуса 1915. Пренеле су је аустроугарске трупе из Босне. Приликом премештања ратних заробљеника из Ваљева у Ниш епидемија се проширила по целој земљи. Епидемија је сузбијена тек у пролеће 1915. године нешто због побољшања времена а највише због помоћи мисија из савезничких и неутралних земаља (укупно 82 лекара и 430 медицинских сестара). Епидемија је покосила 35.000 војника и преко 100.000 цивила; умрла су и 132 лекара од укупно 534. Иако се снабдевање побољшало с пролећем, српска војска није имала одакле да попуни своје редове. Мобилисано је буквално све што је могло пушку носити. Према меморандуму Делегације Краљевине СХС на мировној конференцији у Паризу, Србија је од 1. јула 1914. до октобра 1915. мобилисала 707.343 људи односно 24 % укупног становништва (40 % укупног броја мушког становништва), далеко више него било која зараћена земља. Иако је извесна помоћ стигла из Русије, Француске и Енглеске, она није била довољна.

### Савезници захтевају офанзиву
Пат позиција која је крајем 1914. наступила на главним фронтовима (Источном и Западном) и велика победа српске војске на Колубари дале су снажан импулс идеји савезничке интервенције на Балкану. Већ 1. јануара 1915. командант 2. француске армије генерал Гаљени предложио је председнику француске владе Вивијанију да савезници нападну Цариград од Солуна копненим путем, одакле би затим кренули уз Дунав са балканским народима који би им се придружили. Сви ови предлози пали су у воду због несавладивог отпора савезничких врховних команданата на Западном фронту — Жофра и Френча као и британског министра рата Кичинера. Уместо да своје експедиционе снаге упуте у помоћ Србији они су предузели неуспелу Дарданелску операцију. Знајући да ће савезници вршити притисак на српско командовање, Путник се трудио да на сваки начин поврати борбену способност српских дивизија. Али баш тада су набујале граничне реке и постале су несавладива препрека за слабо опремљену српску војску. Општа ситуација се променила на штету сила Антанте. Српска Врховна команда је одлагала акцију све док није била проглашена мобилизација у Бугарској 28. септембра 1915., након чега није могло бити говора о офанзиви.

### Реакција и поступци Србије
Србија се пажљиво припремала и реално ценила ситуацију. Била је у непрекидној вези са савезницима којима је подносила своје и предлоге Врховне команде српске војске. Опасности су биле више него очигледне. Полазећи од тога Србија је два пута (22. и 25. септембра) предлагала да сви савезници објаве рат Бугарској, затим да Грчка и Румунија изврше мобилизацију и да Русија пошаље део својих трупа Дунавом за Србију. Уз наведено, предложено је, да западни савезници упуте 150.000 војника преко Солуна у Србију, на одсек Делчево (Царево село) — Крива Паланка ради напада на Бугарску. Предлози Србије били су добро решење за стабилизацију ситуације на Балканском ратишту. Већина предлога српске стране могла се без већих проблема реализовати. Предлози Србије нису усвојени, па Српска Врховна команда доноси одлуку да на северном фронту њене снаге остану у дефанзиви, а да самоиницијативно изведе превентивну офанзиву према Бугарској. Савезници нису одобрили да се изведе превентивна офанзива. То је онемогућено енергичним захтевима који су упућени Влади и регенту Александру. То је приморало Врховну команду да изради нови операцијски план који је у целини био дефанзиван.

### Снаге, распоред и планови Централних сила
Највећи ратни проблеми тек су се надвијали над Србијом и Црном Гором. У септембру 1915. у Срему и североисточној Босни прикупљала се аустроугарска 3. армија, у јужном Банату немачка 11. армија, у западној Бугарској бугарска 1. армија а јужније од ње 2. армија. Свим овим трупама — по неким подацима 800.000 људи савремено опремљених — командовао је немачки генералфелдмаршал Аугуст фон Макензен. То је била непосредна припрема за концентричну офанзиву против Србије уз учешће елитних јединица три државе, а Макензен се показао у дотадашњем току рата као један од најспособнијих немачких команданата. Коначни договори о инвазији постигнути су још у пролеће 1915. а посебно приликом сусрета шефова генералштабова двеју царевина у Берлину 4. априла 1915. Тада је генерал Конрад нацртао скицу концентричне офанзиве на Србију: из Босне и Срема аустроугарске снаге, из Баната у правцу Оршаве немачке снаге, а из Бугарске њене армије потпомогнуте турским јединицама. Немачки генерали оклевали су да преузму овај корак поштујући свог малог противника. Супротно томе немачко политичко вођство сматрало је да треба што пре поразити Србију јер би Русија, тешко тучена, са нестанком Србије изгубила повод за ратовање и склопила би сепаратни мир који јој је с немачке стране, околишао, нуђен још од краја 1914. године.

### Српске снаге и распоред
Србија је нападачу могла да супротстави највише 300.000 војника уз то великим делом старије животне доби развучених на близу 1.000 километара фронта и растурених на разне стране како би зауставили нападе са севера, запада и истока. Српске главне снаге овако су распоређене: 1. армија према Босни, 2. армија према Бугарској, 3. армија према северу, главни град браниле су трупе Одбране Београда чији је командант био Михаило Живковић. Врховна команда налазила се у Крагујевцу.

## Аустро-немачка и бугарска офанзива од 6. октобра до 22. новембра 1915. године

### Ток инвазије на Србију
Тројна инвазија је почела 5. октобра 1915. године у подне. Инвазија је почела дејством артиљерије свих калибара од брдских топова до Мерзера 305 и 420 мм. Ураганска ватра остварена је на целом фронту од Оршаве до Вишеграда. Ватреном олујом „покривени” су Београд, Обреновац, Шабац, Смедерево, Кладово и Рам. На Београд се 5. и 6. октобра сручило 30.000 граната свих калибара. Артиљеријска припрема је продужена у току ноћи 6/7. октобра. У зору 7. октобра почело је превожење првих ешалона. Главне снаге аустроугарске 3. армије форсирале су Саву и Дунав код Београда. Српски положаји на Сави и Дунаву били су буквално преорани артиљеријском ватром. Снаге одбране Београда оглашавале су се пушчаном, митраљеском и артиљеријском ватром. Првог дана форсирања у Дунаву и Сави удавило се 600 војника и старешина. Надмоћност непријатеља давала је резултате. Браниоци су упорно покушавали да поврате положаје које је непријатељ заузео. Комбиновани одред и делови 7. пука II позива, 10 кадровског пука исписали су најславније странице у српској ратној историји. Узастопним противнападима и јуришима повраћен је део железничког насипа и 2.500 аустроугарских војника сатерани су уз саму обалу Дунава. Жандармеријски одред изгубио је половину људства. Сремски добровољачки одред претворен је у гробницу. Командант 2. батаљона 10. кадровског пука је саможртвован. Мајор Драгутин Гавриловић постао је јунак за историју. Његову заповест чувају архиве и историчари широм света. Непријатељ је сваку стопу освојеног Београда платио крвљу. Врховна команда је 7. октобра ставила на располагање команди одбране Београда своју стратегијску резерву (тимочку дивизију II позива). У деветодневним борбама за Београд, аустроугарска 3. армија изгубила је око 10.000 људи. Немачка 11. армија после дводневне артиљеријске припреме 7. октобра отпочела је форсирање Дунава код Рама, Базјаша, Костолца и Смедерева. Српска малобројна артиљерија брзо је ућуткана. Сав терет борби на целом фронту преузела је пешадија. Отпор је био огорчен. Преко Дунава западно од Смедерева кренула је 25. дивизија из 3. корпуса. Испред ових снага одбрану је изводио 10. комбиновани пук III позива. Од 53 чамца на десну обалу Дунава стигло је само 8. Непријатељ је заузео Смедерево 11. октобра. У току 10. октобра почео је противнапад претворен у огорчене борбе око села Брежана. У овим борбама 11. дабарска дивизија изгубила је 1.300 људи. Село Брешане бранио је 8. пук III позива уз помоћ мештана. Имао је губитке од 600 људи. До 14. октобра 3. српска армија изгубила је најважније положаје уз обалу Дунава. Командант ове армије наредио је Дринској дивизији I позива и Браничевском одреду да се повуку јужно од Пожаревца. Бугарска војска је 13/14. октобар почела напад на целом источном фронту и то без објаве рата ,Битка на Морави (1915). Српске снаге су се средином октобра нашле у смртној опасности. Болесни и изнемогли војвода Путник (Путник се разболео од грипа у јуну 1915. године, од којег се није никад опоравио) тражи одговор на питање: каквом стратегијом спречити стезање српске војске у обруч који је већ био затворен. Стратегија српске Врховне команде сувише је зависила од политике савезника која је била контрадикторна и замршена. Војвода Путник је био онемогућен у доношењу целисходних одлука. На званичним обећањима Путник је заснивао одлуку да се упорно брани свака стопа националне територије и по потреби да се брани сваки положај до пристизања савезничке помоћи. Због лажног обећања савезника Путник је већ 7. октобра упутио своју резерву одбрани Београда. Војвода Путник је 15. октобра издао припремну директиву о поступном повлачењу северног фронта на линију Београд — Лепеница. Схвативши да помоћ савезника неће стићи Путник се одлучио за стратегију „запушавања пукотина”. Другог излаза за српску војску није било. Српска војска почетком Макензенове офанзиве бројала је 420.000 људи. По стизању на Косово, бројно стање спало је на око 300.000 (мање за око 120.000). Преко Албаније повукло се 220.000 људи. У току повлачења преко Албаније српска војска је изгубила око 80.000 људи. Од почетка Макензенове офанзиве до завршетка повлачења кроз Албанију српска војска је изгубила око 200.000 људи.

### Ток офанзиве на Србију и Црну Гору и командовање у српској војсци
Макензенова офанзива почела је на Србију 6. октобра којој је претходила снажна и дуга артиљеријска припрема. На источном фронту Бугари су почели напад ноћу 13/14. октобра. Напади на Црногорском фронту почели су 22. октобра. Српска војска је на свим линијама фронта располагала са 247.257 људи и 685 топова. Црногорска војска је бројала 48.300 људи са 35 топова. Српска војска је у стратегијској резерви имала само Тимочку дивизију позива са 11. 386 људи и 20 топова. Непријатељ је имао велику бројну надмоћ. Посебно је била велика надмоћност у артиљерији која је имала неограничене количине муниције. Непријатељ је кренуо у напад са двоструке обухватне основице. Главне снаге српске војске биле су подељене у два приближно једнака дела. Распоред је био кордонски који је спутавао слободу покрета и нису постојали услови за извођење активне одбране. Врховна команда није имала могућности да врши стратегијско прилагођавање околностима који су постојале или се предвиђало да до њих може доћи. Војвода Путник уместо стратегијског дочека доноси одлуку да већ на прилазима граничних река, пружи непријатељу највећи отпор. Према Бугарској су концентрисане јаче снаге (због предвиђања превентивног напада). За маневар по унутрашњим правцима и противофанзивна дејства није остављена ни једна оперативна јединица. Улогу оперативних снага за противофанзивна дејства требало је да одиграју обећане савезничке снаге. Превиђено је да те снаге броје око 50.000 људи. За њихово превожење у Србију био је израђен прорачун и достављен министру војном.

### Повлачење војске и народа
Срби под сталним притиском непријатељских снага одступају корак по корак. Месец дана након почетка инвазије нападачи су могли да констатују да су напредовали али и изгубили петину снага. За то време ситуација на македонском бојишту је постала критична. Брегалничка дивизија I позива није могла да заустави далеко надмоћнију бугарску 2. армију па су Бугари 19. октобра избили на Вардар, 22. октобра заузели Скопље а 26. октобра пошто су побуњени Албанци угрозили Србе с леђа лако заузели стратешки важну Качаничку клисуру. На овај начин одсечена је веза Срба са Егејским морем. Припретила је велика опасност снабдевању. Ипак постојала је нада у Савезничке снаге у Солуну и доиста, француске снаге су кренуле долином Вардара али овај маневар остао је без војног значаја. Сви су очекивали да се појаве српски парламентарци и да траже мир па чак и силе Антанте али на седници владе у Крушевцу од 29. октобра 1915. закључено је да се има истрајати до краја у досадашњој политици. Влада и Врховна команда одлучиле су да се војска повуче на обалу Албаније и одатле евакуише и с тим у вези су обавестиле савезнике да благовремено упуте храну и опрему. Наредба за повлачење издата је 25. новембра 1915. године.

### Последице тројне инвазије на Србију
Десетине хиљада нејачи повлачило се заједно са војском. Руски посланик јављао је да Србија представља покретну масу избеглица. Оволики број избеглица закрчио је ионако слабе саобраћајнице па је повлачење војске било изузетно отежано.